# Hipomelanose
Hipomelanose é uma alteração dermatológica caraterizada pela redução da melanina, o pigmento que dá a cor saudável da pele. É uma forma de hipocromia e hipopigmentação (pouca cor). Não confundir com vitiligo, uma doença autoimune que caracterizada por partes do corpo com acromia (ausência da pigmentação) com bordas irregulares, assimétricas e bem definidas. Nem confundir com Tinea versicolor, que é uma micose superficial inofensiva que impede partes da pele de bronzear.
A melanose geralmente é apenas um problema estético: não causa dor, coceira ou outros sintomas.

## Tipos
Existem três tipos de hipomelanose:
- Hipomelanose gutata idiopática: é chamada de "gutata" por sua aparência de "gotas" e idiopática por sua causa incerta. É desencadeada pela exposição ao sol (fotoenvelhecimento cutâneo). Caracterizada por múltiplas máculas ("manchinhas" de menos de 1cm) brancas pela pele. Também pode ser chamada de Leucopatia simétrica progressiva. É mais comum em mulheres e nas áreas expostas ao sol. É de longe a hipomelanose mais comum. Não possui tratamento específico, crioterapia pode ajudar, mas também pode piorar as manchas.[2]
- Hipomelanose de ito: Um sintoma de trissomia do cromossomo 2, 13, 14 ou 20. É um mosaicismo pigmentário em que algumas células da pele são incapazes de produzir melanina. Sintomas neurológicos, como convulsões e atrasos no desenvolvimento e sintomas musculoesqueléticos, como curvatura anormal da coluna vertebral (escoliose), são comumente associados a estas trissomias.[3]
- Hipomelanose macular progressiva: Máculas irregulares com bordas mal definidas causada pelo Propionibacterium acnes, presente em todos continentes (exceto Oceania), sete vezes mais comum em mulheres, especialmente as jovens (provavelmente as mulheres jovens só procuram o dermatologista sete vezes mais que os homens velhos). Pode ser tratada com creme antibiótico a base de peróxido de benzoílo e clindamicina e com fototerapia.[4]